# Camilo Castelo Branco
Camilo Castelo Branco (ur. 16 marca 1825 w Lizbonie, zm. 1 czerwca 1890) – portugalski pisarz.

## Życiorys
Camilo Castelo Branco urodził się w Lizbonie 16 marca 1825 roku. Osierocony w dzieciństwie, krótko studiował w Porto medycynę i przez pewien czas teologię w seminarium duchownym. Porzucił jednak myśli o zostaniu lekarzem lub księdzem i poświęcił się pracy literackiej. W 1861 roku został uwięziony za uwiedzenie mężatki, Ana Plácido, żony przedsiębiorcy z Porto, która tak samo jak on została osadzona w areszcie. W 1864 został zwolniony z więzienia i z Aną, której mąż tymczasem zmarł, osiadł we wsi Seide w regionie Minho. Tam też zmarł po próbie samobójczej 1 czerwca 1890 roku.

## Twórczość
Początkowo tworzył dramaty i poezje, później romantyczne opowieści obyczajowe, m.in. O romance de um homem rico (1860) i Amor de Perdição (1962), a także realistyczne nowele, w większości o tematyce regionalnej (Novelas de Minho, 1875–1877). Pisał również satyry i parodie, m.in. Eusébio Macário (1879), parodię powieści naturalistycznych. Nazywany jest niekiedy "portugalskim Balzakiem".